# 川拟水龙骨
川拟水龙骨（学名：Polypodiastrum dielseanum）为水龙骨科拟水龙骨属下的一个种。